# Légrádi csata
A légrádi csatát a kanizsai pasa ellen a Zrínyi Miklós vezette sereg vívta Légrád és Kanizsa között 1647 tavaszán. A csata magyar győzelemmel végződött. 
A csatában részt vett Zrínyi Péter is. Magyar részről összesen 20 halott volt. Itt esett el Erdődy Farkas, Zrínyi Miklós gyermekkori jó barátja.